# عنکبوت گردباف آنگولاتوس

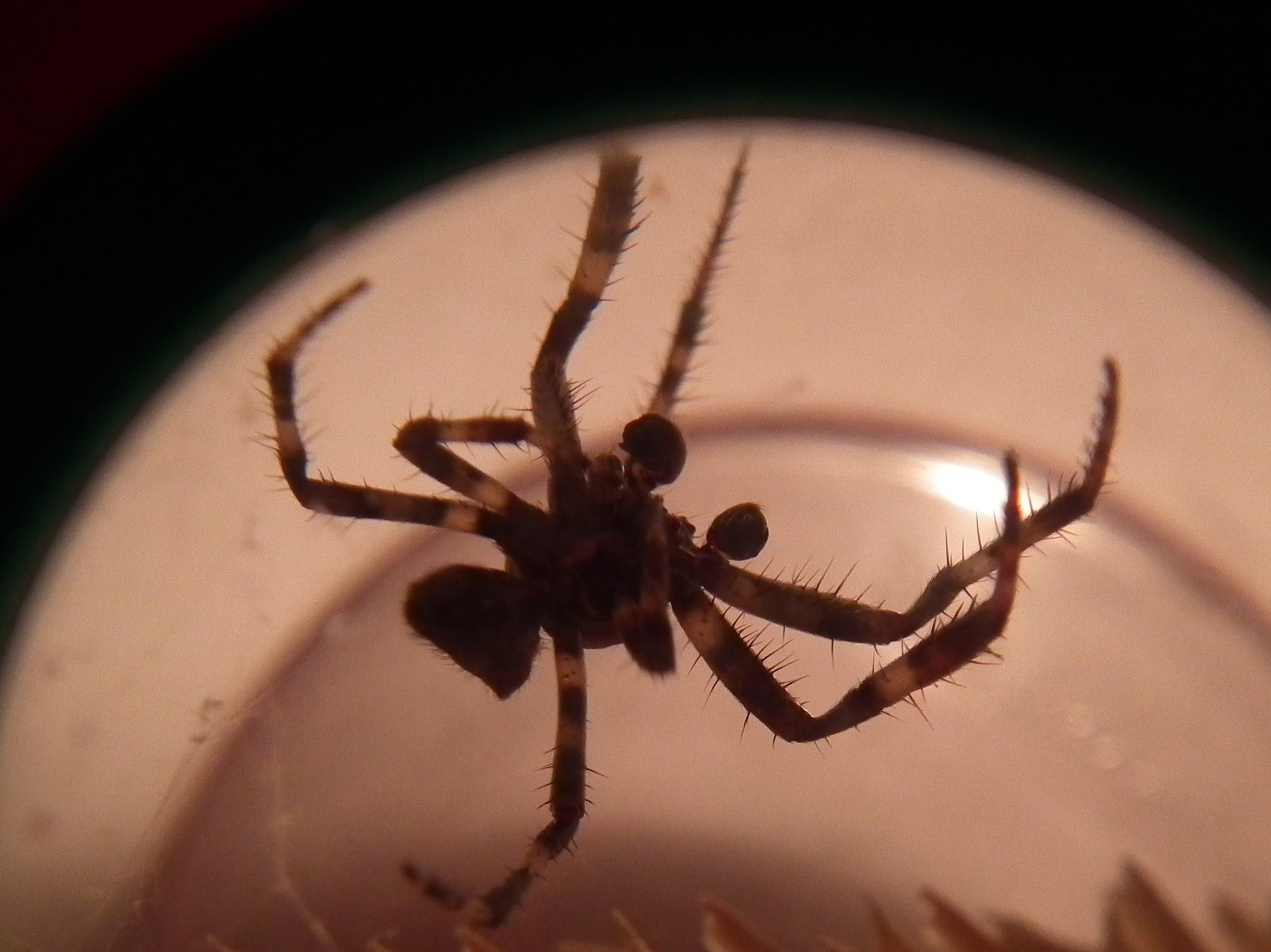
عنکبوت گردباف آنگولاتوس (نام علمی: Araneus angulatus)

عنکبوت گردباف آنگولاتوس (نام علمی: Araneus angulatus) نام یک گونه از تیره عنکبوت‌های گردباف است.